# Ефор
 Тази статия е за древногръцкия историк.  За българския вестник, издаван в Швейцария вижте Ефор (1900 – 1901).  
Ефор (на старогръцки: Ἔφορος) е древногръцки историк. 
Роден е в градчето Кими (на старогръцки: Κύμη, в областта Еолия) между 408 и 405 г. пр. н. е.
Учи при Исократ, в чиято школа  посещава курсове по риторика и стилът му е силно повлиян от неговия. Ефор е автор на трактата „За стила“ (на старогръцки: Περί λέξεως), като и на Έπιχώριος λόγος („Патриотична беседа“ – възхвала на кимейските традиции) и Ευρημάτων βιβλία β'. (Περί ευρημάτων – „Книга за изобретенията“).
Вдъхновен от идеите на учителя си за общогръцко единство (под егидата на Македонското царство), той включва в своето историческо съчинение и историята на източните и западните колонии на гърците. Самото произведение, наречено Ίστορίη κοινών πράξεων е първото, в което дотогавашна гръцка история (в нейната немитична част) е описана изцяло. Съдържа 29 книги, а тридесетата книга е написана от сина му Демофил. Всяка от книгите е завършена сама по себе си и има отделен предговор. Повествованието започва с митичното завръщане на Хераклидите и дорийското нашествие през 11 век пр.н.е., чието предводителство им се приписва и завършва с обсадата на Перинт през 341/340 г. пр.н.е. от Филип II Македонски.
Ефор познава добре голяма част от историческата и географска литература на своето време и я използва критично. Съчинението му е използвано като основен извор от по-късните историци Полибий, Диодор, Страбон, Полиен, Трог, Плутарх, както и от християнския топограф и пътешественик Козма Индикоплевст., но от него са запазени в днешно време (20.-21. век) само фрагменти.